# Vorau
Vorau est une ancienne commune autrichienne du district de Hartberg en Styrie.